# Gwen Akin
Gwen Akin (nascida em 1950) é uma fotógrafa americana.
O seu trabalho está incluído nas coleções do Museu de Arte do Condado de Los Angeles, no Harry Ransom Center, no Center for Creative Photography e no Museu de Belas Artes de Houston.